# Butuceni, Stînga Nistrului
Butuceni este un sat din Unitățile Administrativ-Teritoriale din Stînga Nistrului (Transnistria), Republica Moldova.
Conform recensământului din anul 2004, populația localității era de 1.411 locuitori, dintre care 1.334 (94.54%) moldoveni (români), 27 (1.91%) ucraineni si 36 (2.55%) ruși.